# Барбур, Томас
Томас Барбур (англ. Thomas Barbour, 19 августа 1884 — 8 января 1946) — американский герпетолог.
Член Национальной академии наук США (1933).

## Биография
Барбур был старшим из четырёх сыновей полковника Уильяма Барбура и его жены Юлии Аделаиды Спраг. Отец был учредителем и президентом «Linen Thread Company, Inc.», успешной прядильной мануфактуры, у которой было несколько филиалов в США, Ирландии и Шотландии. Томас Барбур вырос в округе Монмут в Нью-Джерси, где его брат, Уильям Варрен Барбур, сделал политическую карьеру сенатора. В возрасте 15 лет Томас Барбур впервые посетил Музей сравнительной зоологии Гарвардского университета, где он позже учился зоологии у Александра Агассиса, сына Луи Агассиса. После получения степени бакалавра и магистра (1908), а затем кандидата наук (1911), он стал сотрудником Музея сравнительной зоологии, став преемником Самуэля Гармана в отделении рептилий и амфибий. Наконец, он стал профессором зоологии и возглавлял музей с 1927 по 1946 год. Хотя он посвящал самую большую часть своей исследовательской работы амфибиям и рептилиям, он изучал также птиц и насекомых, в частности, бабочек.
С научными экспедициями Барбур побывал в Африке, Азии, Северной, Центральной и Южной Америке и в Вест-Индии. Особенно очаровали его Панама, Коста-Рика и Куба, которые он посетил с 1908 года как минимум 30 раз. С 1927 года и до своей смерти в 1946 году он был директором Гарвардского ботанического сада (сейчас Jardín Botánico de Cienfuegos) на Кубе. В своей книге «A Naturalist in Cuba», опубликованной в 1945 году, Барбур описал не только флору и фауну страны, но и её культуру. Наряду с этим он опубликовал примерно 400 научных статей. В 1906 году Барбур женился. У него было 6 детей и 11 внуков. Он умер от болезни сердца в 1946 году.

## Заслуги
Барбур впервые описал многочисленные виды амфибий и рептилий (в том числе в сотрудничестве с другими учёными), а также такие виды птиц, как кубинский погоныш (Cyanolimnas cerverai) и кубинская овсянка (Torreornis inexpectata).

## Почести
В честь Барбура названы многие таксоны животных, напр. Barbourula, Barbourisia rufa, Ambystoma barbouri, Platypelis barbouri, Eunectes barbouri и Cerrophidion barbouri.

## Труды
- Naturalist at Large (1943)
- That Vanishing Eden (1944)
- A Naturalist in Cuba (1945)
- A Naturalist’s Scrapbook (1946)